# Casa dolce casa (serie televisiva 1980)
Casa dolce casa (Home Sweet Home) è una serie televisiva australiana in 26 episodi trasmessi per la prima volta nel corso di 3 stagioni dal 1980 al 1982.
È una sitcom incentrata sulle vicende di una coppia di italiani emigrati a Sydney, in Australia, il tassista napoletano Enzo Pacelli e la moglie Maria, che hanno quattro figli.

## Personaggi e interpreti
- Enzo Pacelli, interpretato da John Bluthal.
- Maria Pacelli, interpretata da Arianthe Galani.
- Tony Pacelli, interpretato da Miles Buchanan.
- Bobby Pacelli, interpretato da Christopher Bell.
- Anna Pacelli, interpretata da Carmen Tanti.
- Padre Murphy, interpretato da Edmund Pegge.
- Sofia (Mama) interpretata da Maria Rosa Cerizza.
- Padre Kelly, interpretato da Donald MacDonald.

## Produzione
La serie, ideata da Vince Powell, fu prodotta da Australian Broadcasting Corporation e Thames Television e girata in Australia. Le musiche furono composte da William Motzing.

## Distribuzione
La serie fu trasmessa in Australia dal 6 ottobre 1980 al 24 settembre 1982 sulla rete televisiva Australian Broadcasting Corporation. In Italia è stata trasmessa con il titolo Casa dolce casa.

## Episodi
| Stagione         | Episodi | Prima TV Australia |
| ---------------- | ------- | ------------------ |
| Prima stagione   | 6       | 1980               |
| Seconda stagione | 7       | 1981               |
| Terza stagione   | 13      | 1982               |